# Attica (Kansas)
Attica è un comune degli Stati Uniti d'America, situato nello Stato del Kansas, nella contea di Harper.